# カルロス・オノラト
カルロス・オノラト（Carlos Eduardo Honorato、1974年11月9日- ）は、ブラジルのサンパウロ州・サンパウロ出身の柔道選手。階級は90kg級。身長175cm。

## 人物
1999年の世界選手権では準決勝で吉田秀彦の内股から払腰の連絡技で敗れるなどして5位だった。2000年シドニーオリンピックでは3回戦で吉田と対戦して内股で一本勝ちするが、この際に吉田は右肘を負傷することになった。その後決勝まで進むが、オランダのマルク・ハイジンハの内股返で一本負けを喫し銀メダルに終わった。2003年の世界選手権では3位になったが、翌年のアテネオリンピックでは準々決勝で敗れた。
また、世界学生やパンナム選手権などでは、自らの階級である90kg級だけでなく無差別にも出場して優勝を含めた結果を残している。

## 主な戦績
86kg級での戦績
- 1994年 - パンナム選手権　優勝
- 1994年 - 世界ジュニア　3位
- 1995年 - オーストリア国際　3位
- 1996年 - 世界学生　3位
- 1997年 - ポーランド国際　3位

90kg級での戦績
- 1998年 - 世界学生　90kg級　3位　無差別　3位
- 1999年 - 世界選手権　5位
- 2000年 - シドニーオリンピック　2位
- 2000年 - 韓国国際　3位
- 2000年 - 世界学生　3位
- 2003年 - パンナム選手権　優勝
- 2003年 - パンアメリカン競技大会　3位
- 2003年 - 世界選手権　3位
- 2004年 - パンナム選手権　90kg級　優勝　無差別　優勝
- 2005年 - 韓国国際　3位
- 2006年 - パンナム選手権　優勝
- 2007年 - パンナム選手権　無差別　優勝